# Rubus pyramidatus
Rubus pyramidatus är en rosväxtart som beskrevs av P. J. Müll.. Rubus pyramidatus ingår i släktet rubusar, och familjen rosväxter. Inga underarter finns listade i Catalogue of Life.